# Mar Rosso (stato)
Il Mar Rosso (in arabo البحر الأحمر‎?, al-Baḥr al-Aḥmar) è una delle quindici wilāyāt, ossia "circoscrizioni" (chiamati "Stati", secondo il modello statunitense) del Sudan. 
Ha una superficie di 218.887 km² e la sua popolazione è di circa 1.480.000 persone (stima del 2018). La sua capitale è Porto Sudan. Il Sudan reclama il Triangolo di Hala'ib: una regione che dal 2000 è sotto il controllo degli Egiziani.
| Controllo di autorità | VIAF (EN) 155944421 |